# Llista de monuments d'Ariany
Llista de monuments d'Ariany catalogats pel consell insular de Mallorca com a Béns d'Interès Cultural en la categoria de monuments pel seu interès històric, artístic, arquitectònic, arqueològic, històric-industrial, etnològic, social, científic o tècnic.
| Monument                                          | Tipus                | Localització                                                             | Coordenades                                          | Codi?         | Imatge |
| ------------------------------------------------- | -------------------- | ------------------------------------------------------------------------ | ---------------------------------------------------- | ------------- | --- |
| Creu de sa plaça de sa Creu                       | Creu de terme        | Ariany Plaça de sa Creu                                                  | 39° 38′ 55″ N, 3° 06′ 35″ E / 39.648599°N,3.109645°E | RI-51-0010250 | Creu de sa plaça de sa Creu (Ariany) · Vegeu més fotos d'aquest monument · Carregueu una nova foto d'aquest monument |
| Creu de les Voltes de Son Bonany                  | Creu de terme        | Ariany Camí de Petra a Ariany                                            | 39° 38′ 47″ N, 3° 06′ 35″ E / 39.646511°N,3.109683°E | RI-51-0010251 | Carregueu una nova foto d'aquest monument                                                                            |
| Creu de la plaça de l'Església                    | Creu de terme        | Ariany Plaça de l'Església                                               | 39° 38′ 57″ N, 3° 06′ 31″ E / 39.649113°N,3.108522°E | RI-51-0010252 | Carregueu una nova foto d'aquest monument                                                                            |
| Restes prehistòriques de sa Cabaneta              | Monument arqueològic | Ariany                                                                   | 39° 41′ 41″ N, 3° 11′ 11″ E / 39.694642°N,3.186357°E | RI-51-0002530 | Carregueu una nova foto d'aquest monument                                                                            |
| Cova de sa Canova d'Ariany                        | Monument arqueològic | Ariany                                                                   | 39° 39′ 26″ N, 3° 06′ 44″ E / 39.657264°N,3.112222°E | RI-51-0002532 | Carregueu una nova foto d'aquest monument                                                                            |
| Conjunt prehistòric de Calderitx Vell             | Monument arqueològic | Ariany                                                                   | 39° 39′ 15″ N, 3° 08′ 12″ E / 39.654264°N,3.136580°E | RI-51-0002533 | Carregueu una nova foto d'aquest monument                                                                            |
| Sa Pleta                                          | Monument arqueològic | Ariany Son Bacs                                                          | 39° 39′ 04″ N, 3° 05′ 33″ E / 39.651055°N,3.092409°E | RI-51-0002538 | Carregueu una nova foto d'aquest monument                                                                            |
| Talaiot de Son Boscà / Talaiot d'en Manera        | Monument arqueològic | Ariany Camí de Son Guillot a Son Boscà, just abans d'arribar a les cases | 39° 40′ 41″ N, 3° 09′ 28″ E / 39.678106°N,3.157849°E | RI-51-0002539 | Carregueu una nova foto d'aquest monument                                                                            |
| Sementer de darrera ses cases                     | Monument arqueològic | Ariany Son Boscanet                                                      | 39° 41′ 15″ N, 3° 10′ 05″ E / 39.687552°N,3.168017°E | RI-51-0002540 | Carregueu una nova foto d'aquest monument                                                                            |
| Castellot d'en Resquill / Son Huguet de Dalt      | Monument arqueològic | Ariany Son Boscanet                                                      | 39° 39′ 13″ N, 3° 09′ 19″ E / 39.653709°N,3.155334°E | RI-51-0002545 | Carregueu una nova foto d'aquest monument                                                                            |
| Conjunt prehistòric de Son Nivorra                | Monument arqueològic | Ariany                                                                   | 39° 39′ 00″ N, 3° 08′ 43″ E / 39.650010°N,3.145313°E | RI-51-0002551 | Carregueu una nova foto d'aquest monument                                                                            |
| Restes prehistòriques de Son Nivorra / Es Torrent | Monument arqueològic | Ariany                                                                   | 39° 39′ 02″ N, 3° 08′ 40″ E / 39.650462°N,3.144370°E | RI-51-0002552 | Carregueu una nova foto d'aquest monument                                                                            |
| Cova de Son Nivorra / Ses Cases                   | Monument arqueològic | Ariany Darrere de les Cases de Son Nivorra                               | 39° 38′ 58″ N, 3° 08′ 44″ E / 39.649469°N,3.145545°E | RI-51-0002553 | Carregueu una nova foto d'aquest monument                                                                            |
| Sa Rota d'en Martí / Son Rul·lan Nou              | Monument arqueològic | Ariany Camí de Son Reixac, davant de les cases de Son Rul·lan Nou        | 39° 38′ 20″ N, 3° 08′ 02″ E / 39.638950°N,3.133753°E | RI-51-0002555 | Carregueu una nova foto d'aquest monument                                                                            |
| Cova de Son Rul·lan Vell                          | Monument arqueològic | Ariany Camí de Son Reixac, Cases de Son Rul·lan Vell                     | 39° 38′ 24″ N, 3° 08′ 06″ E / 39.639940°N,3.135037°E | RI-51-0002556 | Carregueu una nova foto d'aquest monument                                                                            |